# Новосвободненская культура
Новосвободненская культура — археологическая культура раннего бронзового века,  в предгорьях Северо-Западного Кавказа. Названа  по первым подкурганным дольменам, раскопанным  Н. И. Веселовским в 1898 году у станицы Царской (ныне станица Новосвободная).

## История изучения
Долгое время дольмены станицы Новосвободной считались  поздним этапом майкопской культуры. На связь керамики из дольменов станицы Новосвободной с керамикой культуры шаровидных амфор Центральной Европы указал британо-австралийский археолог Гордон Чайльд (1952 г.).  Впервые  памятники дольменов Новосвободной были обособлены от майкопской и выделены в отдельную культуру, связанную происхождением с кругом культур воронковидных кубков, шнуровой керамики и шаровидных амфор  Центральной Европы, археологами Н. А. Николаевой и В. А. Сафроновым А. Д. Резепкин, ведущий раскопки у ст. Новосвободная, также отметил общность керамического комплекса Новосвободной с керамикой культуры воронковидных кубков (Германия, Дания), но, в отличие от Чайлда, Резепкин датирует их концом 6-го тыс. до н. э. (по калиброванной шкале). В пользу самостоятельности новосвободненской культуры он выдвигает  свои аргументы. По Резепкину, главными отличительными признаками  этой культуры в качестве самостоятельной являются: мегалитические гробницы, чернолощёная керамика, изделия из бронзы (топоры, кинжалы, копья), которые отличаются от более архаичных предметов майкопской культуры; жемчужный орнамент на топорах как и на бронзовых и керамических сосудах, отсутствующий в майкопской культуре. Эта гипотеза принята и продолжает дополняться: А. Н. Гей выделяет «степную новосвободненскую культуру». По Резепкину, разница между новосвободненской и майкопской культурами в том, что новосвободненская на раннем этапе  имеет безоговорочно западные, а  майкопская — только передневосточные. Однако некоторые археологи (С. Н. Кореневский и др.) придерживаются гипотезы существования  майкопско-новосвободненской общности, включая в неё в качестве локальных вариантов ряд бытовых памятников типа поселения Галюгаевское. 
В последнее время раскопки у станицы Новосвободная продолжает В. А. Трифонов (Институт истории материальной культуры РАН) и Н. И. Шишлина (Государственный исторический музей).

## Палеогенетика
Было произведено полное секвенирование ДНК митохондриального генома представителя новосвободненской культуры из могильника Клады, жившего ок. 3500 лет до н. э. При этом была определена митохондриальная гаплогруппа V7, что указывает на возможную связь новосвободненской культуры с культурой воронковидных кубков. У ещё одного потенциального новосвободненца (нет артефактов в захоронении) определена митохондриальная гаплогруппа T2b.